# 14542 Karitskaya
14542 Karitskaya eller 1997 SW9 är en asteroid i huvudbältet som upptäcktes den 29 september 1997 av den amerikanske astronomen Roy A. Tucker vid Goodricke-Pigott-observatoriet. Den är uppkallad efter astronomen Eugenia Alexeevna Karitskaya.
Asteroiden har en diameter på ungefär 6 kilometer och den tillhör asteroidgruppen Eos.